# François Pierre Joseph Amey
François Pierre Joseph Amey (Sélestat, 2 de octubre de 1768 - Estrasburgo, 16 de noviembre de 1850) fue un militar francés que llegó a ser comandante durante las Guerras Napoleónicas. Se alistó en el Real Ejército Francés en 1783 y se unió a un batallón de voluntarios en 1792. Obtuvo el ascenso a general de brigada en 1793 durante la Guerra de la Vendée. Ocupó un mando durante el período de las "columnas infernales" y su carrera se oscureció hasta 1799 cuando apoyó el Golpe de Estado del 18 de brumario de Napoleón Bonaparte. Participó en la expedición de Saint-Domingue entre 1802 y 1803 y más tarde ocupó puestos en el gobierno. En 1806-1807 dirigió brigadas en las batallas de Jena, Golymin y Eylau, donde fue herido.
Enviado a España en 1808 al mando de las tropas alemanas, Amey luchó en el tercer sitio de Gerona al año siguiente. En 1812 participó en la invasión francesa de Rusia y dirigió sus tropas en la primera y Segunda Batalla de Polotsk. Fue ascendido a general de división y combatió en la batalla del Berézina. Luchó en Arnhem en el otoño de 1813. Mientras dirigía una división de reclutas, fue herido y capturado después de una heroica defensa en la batalla de Fère-Champenoise en 1814. Después de unirse a Napoleón durante el período conocido como los Cien Días, se retiró en 1815. Sirvió como alcalde de su ciudad natal durante diez años y luego regresó al servicio militar en 1830-1833. Su apellido es uno de los nombres inscritos bajo el Arco de Triunfo de París, en la Columna 1.

## Servicio durante la Revolución
Amey nació en Sélestat, una localidad y comuna francesa del actual departamento de Bajo Rin, en la región de Alsacia, en octubre de 1768, hijo del matrimonio formado por François Pierre Amey y Marie-Ursule Collignon. Su padre, natural de Suiza, era el cirujano principal del Regimiento Suizo de Waldner, mientras que su madre era una joven local. El 1 de octubre de 1783 se unió al Regimiento Suizo Vigier como cadete, llegando a subteniente el 18 de junio de 1788. Participó en el motín del Regimiento de Châteauvieux en Nancy el 31 de agosto de 1790. Fue despedido del servicio militar el 7 de octubre de 1792. Tres días después se convirtió en el capitán de la 1.ª Compañía de la Legión del Rin. Un mes después, fue nombrado ayudante de campo de Adam Philippe de Custine, si bien en 1793 tuvo que dejar el puesto para entrar a luchar en la Guerra de la Vendée. Amey se convirtió en jefe de batallón general adjunto el 23 de junio de ese año, y muy poco después, el 23 de octubre, en jefe de brigada. Durante este tiempo luchó con el Ejército de las Costas de La Rochelle y el Ejército del Oeste bajo el mando de generales como François Séverin Marceau-Desgraviers, Jean-Baptiste Kléber, Charles François Duhoux y Jacques-François Menou. El 28 de noviembre de 1793 se ganó el ascenso a general de brigada. Se distinguió en la batalla de Le Mans, los días 12 y 13 de diciembre.
Louis Marie Turreau asumió la dirección del conflicto el 30 de diciembre, iniciando una campaña de salvaje represión contra los vendeanos mediante "columnas infernales" el 24 de enero de 1794. Dichas columnas recorrieron el campo quemando granjas y matando a los rebeldes que atrapaban, incluidos en muchos casos mujeres y niños. En lugar de poner fin a la revuelta, la severidad de la represión provocó un nuevo levantamiento. La mano dura de los indisciplinados ejércitos republicanos recayó en ocasiones sobre los ciudadanos leales y, por ello, el gobierno suspendió a Turreau del mando el 13 de mayo. Durante la operación, Amey comandó una guarnición en Les Herbiers. Según un relato, sus tropas fueron culpables de algunos de los peores excesos. Fue suspendido de oficio y sueldo por un mes a partir de agosto de 1794. Pocos generales que sirvieron en la guerra de Vendée durante la primera mitad de 1794 tuvieron carreras exitosas; Amey y Georges Joseph Dufour llegarían a convertirse en las excepciones.
Después de su suspensión, Amey sirvió en el Ejército de los Alpes, siendo puesto en la lista de inactivos en julio de 1795. Otra fuente declaró que estaba empleado en el Ejército del Rin hasta 1799. Estuvo en Saint-Cloud y participó en el exitoso golpe de Napoleón del 18 de Brumario (9 de noviembre de 1799). Inmediatamente después fue asignado a la 17.ª División Militar y se convirtió en presidente del consejo de revisión. En el año 1800 fue transferido al Ejército del Rin. Participó en la expedición a Saint-Domingue en 1802 y regresó al año siguiente a un nombramiento como Caballero de la Legión de Honor el 11 de diciembre de 1803. Se convirtió en Comandante de la Legión el 14 de junio de 1804.

## Servicio durante el Imperio
Amey fue puesto al mando del departamento de las Ardenas, en la 2.ª División Militar, hasta 1806. Al comienzo de la guerra de la Cuarta Coalición, en septiembre de 1806, fue puesto al mando de una brigada de infantería dentro de la 2.ª División que dirigía Étienne Heudelet de Bierre, en el VII Cuerpo al mando de Pierre François Charles Augereau. La brigada estaba formada por tres batallones del 7.º Regimiento de Infantería Ligera. que participaron en la batalla de Jena el 14 de octubre de 1806. Luchó también en las contiendas de Golymin el 26 de diciembre de 1806 y en Eylau, del 7 al 8 de febrero de 1807, donde fue herido. En esta última, el VII Cuerpo sufrió pérdidas tan grandes que fue disuelto y sus supervivientes distribuidos a otros cuerpos. Amey se convirtió en gobernador de Elbing y más tarde tomó el mando de una brigada de la División de Claude Carra Saint-Cyr, dentro del IV Cuerpo del mariscal Jean-de-Dieu Soult.
El 19 de marzo de 1808, Napoleón nombró a Amey Barón del Imperio con una dotación de 4 000 francos franceses. Su primera esposa Anne Marguerite Élisabeth Hantzler murió ese mismo día. En enero de 1809 tomó el mando de la Legión Alemana en la 1.ª División del VII Cuerpo en Cataluña y luchó en el tercer sitio de Gerona. En la 4.ª División de Jean Antoine Verdier, dirigió la brigada alemana de Würzburg, con los 1.º y 2.º Regimientos de Berg. Los defensores españoles resistieron heroicamente y las pérdidas fueron espantosas. Durante el asedio, los hombres de Würzburg perdieron 870 bajas de 1 519, el 1.º regimiento de Berg 605 de 1 310 y el 2.º hasta 709 de 1 313 hombres. Después de meses de asedio, los sitiadores aliados franceses capturaron el reducto clave de la ciudad y el 7 de diciembre de 1809, la guarnición española montó un ataque total para recuperarla, que fracasó por completo. El desastre llevó a la rendición final de la guarnición el 11 de diciembre. Desde su posición cerca de Montjuic, Amey lanzó el contraataque que tomó a los españoles por el flanco y arrasó los reductos de resistencia española.
Se trasladó a Holanda en 1810, permaneciendo allí hasta 1812. Estando allí, el 21 de noviembre de 1810 se casó con su segunda esposa, Caroline Henriette Charlotte de Polentz, hija de un barón prusiano. En la invasión francesa de Rusia dirigió la 2.ª Brigada en la 9.ª División del II Cuerpo de Pierre Hugues Victoire Merle al mando del mariscal Nicolas Charles Oudinot. La brigada estaba compuesta por 1 513 hombres del 4.º Regimiento de Infantería de Línea Suiza y 1 582 hombres del 3.º Regimiento de Croacia, cada uno con dos cañones de 3 libras adjuntos. Se reconoció por el destacado papel que desempeñó en la primera Batalla de Polotsk del 18 al 19 de agosto de 1812. También dirigió su brigada en la segunda Batalla de Polotsk. Fue ascendido a general de división el 19 de noviembre de 1812 y fue herido en la batalla del Berézina dos semanas después.
Durante la invasión de los Países Bajos, en noviembre de 1813, el mariscal Jacques MacDonald ordenó que se mantuviera la línea del río IJssel. En consecuencia, Amey recibió una columna de 2 000 hombres compuesta por dos batallones de infantería, un batallón de agentes de aduanas y un escuadrón de gendarmes montados. El 14 de noviembre Amey dejó Wesel y marchó hacia Arnhem y Deventer. El 23 de noviembre, su columna recuperó Doesburg de una fuerza de cosacos del Don. El 25 de noviembre, su columna se topó con una fuerza prusiana y tuvo que regresar a Arnhem tras salir de la escaramuza. Los prusianos intentaron atacar el campamento atrincherado de Arnhem, pero fueron rechazados. El 28 de noviembre, MacDonald reforzó Arnhem a una fuerza de 4 000 y puso al mando a Henri François Marie Charpentier. Al día siguiente, Charpentier hizo retroceder los puestos de avanzada prusianos, pero MacDonald se dio cuenta del peligro y le ordenó que se retirara. Charpentier ignoró sus instrucciones y fue derrotado el 30 de noviembre en la batalla de Arnhem. Durante la acción, Charpentier resultó herido, por lo que Amey tomó el mando de las fuerzas francesas en retirada.
Mientras Napoleón derrotaba al ejército de Gebhard Leberecht von Blücher en la llamada Campaña de los Seis Días, la fuerza del ejército de Bohemia de Carlos Felipe de Schwarzenberg se abrió paso a través del río Sena. Con las fuerzas francesas retrocediendo hacia el Yerres, Napoleón envió al XI Cuerpo de MacDonald al sur, hasta Guignes, a donde llegó a última hora del 14 de febrero de 1814. Esto fue seguido por una victoria francesa en la batalla de Montereau el 18 de febrero. En este momento, el XI Cuerpo de 8 000 hombres incluía las divisiones de Michel Sylvestre Brayer, Joseph Jean Baptiste Albert y Amey. Entre el 17 y el 18 de febrero, la división de Amey solo incluía la 2.ª Brigada, que estaba formada por dos batallones de la 149.ª Línea y de la Guardia Nacional de Calvados y un batallón de la Guardia Nacional de La Mancha. El 28 de febrero, Napoleón ordenó que la división de Amey se retirara a Troyes para proteger la artillería del ejército. El 1 de marzo, la división contaba con sólo 772 infantes y una compañía de artillería a caballo de 70 hombres con cuatro cañones de 8 libras y un obús.
El ejército de 100 000 soldados de Schwarzenberg derrotó a los 30 000 soldados de Napoleón en la batalla de Arcis-sur-Aube (20-21 de marzo de 1814). Napoleón atacó a los aliados antes de que todas las tropas de MacDonald se le unieran y enviaran órdenes a ese mariscal para que se diera prisa. Cuando los aliados obligaron a los franceses a retirarse en la noche del 21, las dos divisiones de cabeza de MacDonald acababan de llegar y la división de Amey estaba bastante alejada, al oeste en Anglure. Las tropas de MacDonald formaron la retaguardia del ejército de Napoleón mientras se retiraba hacia el noreste hacia Vitry-le-François. El 23 de marzo, una orden escrita de forma ambigua enviaba a las tropas de Amey a Sézanne, dejando el parque de artillería sin vigilancia, libre para ser atacado por la caballería ligera de la Guardia rusa. Otra unidad francesa rescató parte del convoy pero tuvieron que lamentar la pérdida de 15 piezas de artillería y 300 prisioneros. En ese momento, los mariscales Auguste Marmont y Édouard Mortier estaban siguiendo las órdenes de Napoleón de moverse hacia el este, en dirección a Vitry. La tarde del 23 de marzo Amey encontró a los dos mariscales en Vertus y Étoges. En Sézanne, los 1 800 hombres de Amey se encontraron a Michel-Marie Pacthod y su División de 4 000 hombres, con un convoy de alimentos con 80 vagones. Al enterarse de que había un cuerpo francés cerca, Pacthod y Amey decidieron unir fuerzas con él. Su fuerza llegó a Étoges en la noche del 24 de marzo y envió mensajeros a Marmont y Mortier solicitando instrucciones.
En la batalla de Fère-Champenoise, el 25 de marzo de 1814, 28 000 jinetes aliados infligieron una severa derrota a las fuerzas de Marmont y Mortier, que contaban con 12 300 hombres de infantería, 4 350 de caballería y 68 cañones. Debido a un reconocimiento inadecuado del terreno, los dos mariscales marcharon sin saberlo a los brazos de Schwarzenberg y Blücher. Según George Nafziger, Pacthod y Amey tenían 5 800 hombres, mientras que Francis Loraine Petre estimó su fuerza en 4 300 hombres. Después de dejar Vatry, la fuerza se detuvo en Villeseneux para descansar cuando fueron atacadas por el cuerpo de caballería de Fyodor Karlovich Korff. Con la división de Amey formada en un solo cuadrado grande en el flanco izquierdo y 16 cañones protegiendo el frente, las tropas de Pacthod rechazaron los repetidos ataques de los jinetes de Korff durante 90 minutos. Se trasladaron al suroeste, hacia Clamanges, donde el convoy fue abandonado y los caballos se utilizaron para ayudar a transportar los cañones. El mando de Pacthod llegó a Écury-le-Repos de madrugada, donde fue atacado desde el norte por el cuerpo de caballería de Ilarion Vasilievich Vasilshikov y desde el suroeste por el cuerpo de caballería de Peter Petrovich Pahlen. Al mismo tiempo, el zar Alejandro I de Rusia dirigió el fuego de 30 cañones desde el sur.
Cuando las tropas de Marmont y Mortier escucharon los ruidos de las piezas de artillería pensaban que eran disparos realizados por los franceses, con Napoleón que llegaba para salvarles. En ese pensamiento erróneo, ello permitió a los dos mariscales reunir a sus tropas derrotadas. Los aliados desviaron su atención de los dos mariscales y se centraron en la destrucción del mando de Pacthod. Esto probablemente salvó a Marmont y Mortier de un desastre total. Al final, 78 cañones dispararon contra los soldados de Pacthod y la caballería aliada finalmente rompió todas las escuadras de infantería francesa. Con sus tropas aún en un solo cuadrado, Amey intentó escapar a los pantanos de Saint-Gond, pero solo un pequeño puñado de hombres escaparon de ser asesinados, heridos o hechos prisioneros. Pacthod, Amey y varios brigadistas fueron capturados y el zar los puso en libertad condicional en reconocimiento a su valentía.

## Servicio durante la Restauración
Bajo la restauración borbónica, Amey fue nombrado Caballero de la Orden de San Luis en 1814 y designado para comandar la 2.ª Subdivisión de la 2.ª División Militar. El 4 de marzo de 1815, asistió a una recepción para Luis Antonio, duque de Angulema, y su esposa. Cuando Napoleón regresó a suelo francés, en el período conocido como Cien Días, Amey regresó junto a Napoleón. Por esta decisión, fue empujado a la jubilación obligatoria el 9 de septiembre de 1815, tras la caída del emperador y su exilio a la isla de Santa Elena. Regresó a su ciudad natal, Sélestat, sirviendo como alcalde durante una década, entre 1820 y 1830, siendo miembro del consejo de distrito entre 1826 y 1830. Regresó a la lista activa el 7 de febrero de 1831 y se retiró definitivamente del ejército en 1833. Murió el 16 de noviembre de 1850 en Estrasburgo, a los 82 años de edad.